# 日本選抜混成東京大会
日本選抜混成東京大会（にほんせんばつこんせいとうきょうたいかい）は毎年4月下旬に開催されていた陸上競技大会。日本グランプリシリーズの一つとして数えられた。国立競技場の他、ハンマー投は代々木公園陸上競技場で、競歩種目は明治神宮外苑周回コースで行われた。2005年を以って終了。

## 主催
- 東京陸上競技協会

## 後援
- 日本陸上競技連盟
- 東京都教育委員会
- 東京都体育協会

## 競技種目
- 男子…十種競技
- 女子…七種競技

上記の他東京陸上競技選手権大会として通常の種目が開催された。